# Scleroglossum mauruense
Scleroglossum mauruense är en stensöteväxtart som först beskrevs av Nadeaud, och fick sitt nu gällande namn av John William Moore. Scleroglossum mauruense ingår i släktet Scleroglossum och familjen Polypodiaceae. Inga underarter finns listade.